# Cashmere Cat

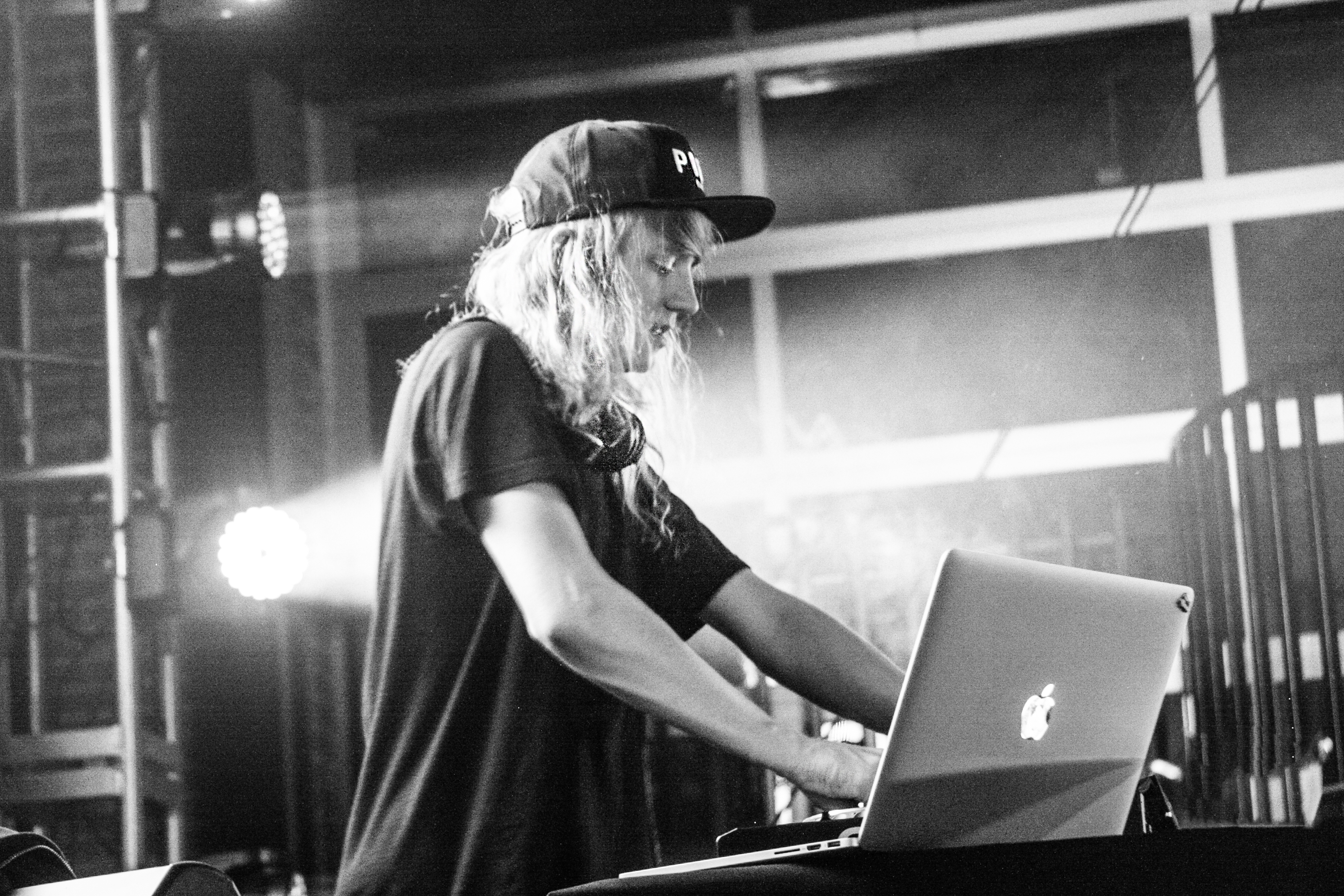
Cashmere Cat, 2014

Cashmere Cat (auch bekannt als Final; * 29. November 1987 in Halden als Magnus August Høiberg) ist ein norwegischer DJ und Musikproduzent.

## Biografie

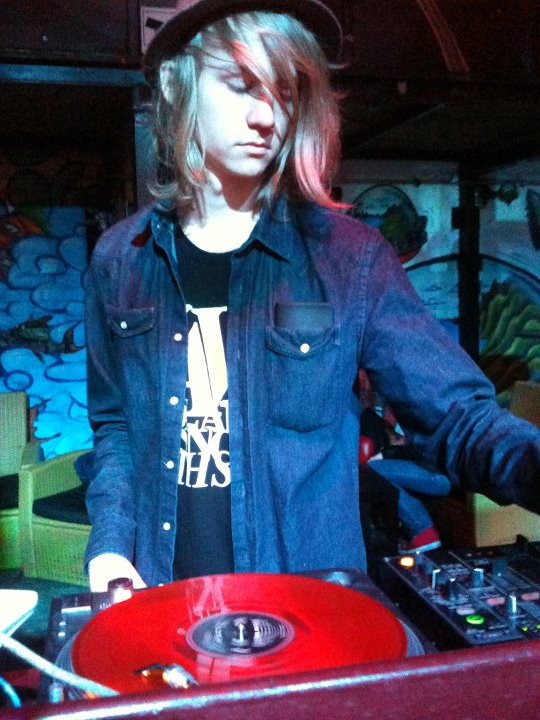
Cashmere Cat, 2012

Magnus Høiberg begann seine Karriere als Club-DJ und unter seinem ersten Namen Final vertrat er in der zweiten Hälfte der 2000er sein Heimatland bei der DMC World DJ Championship. Danach begann er auch als Remixer und Musikproduzent. Zuerst mischte er vor allem Clubhits neu ab und mit wachsendem Erfolg erstellte er auch Remixe und Edits für Popstars wie Lana Del Rey, Jeremih, 2 Chainz und Miguel. Eine erste EP mit eigenen Songs mit dem Titel Mirror Maru erschien 2012, ein Jahr später folgte die zweite EP Wedding Bells, die eine Top-10-Platzierung in den US-Dancealbumcharts erreichte.
Eine direkte Zusammenarbeit bei Ludacris’ Song Party Girls brachte dem US-Amerikaner 2014 einen kleineren Hit in den Rapcharts. Ein Jahr später sang Ariana Grande bei Cashmere Cats Song Adore und verschaffte dem Norweger einen Hit in den US-Singlecharts. Weitere Prominente halfen danach bei seinem LP-Debüt: beim Album mit dem Titel 9 wirkten neben Grande unter anderem noch Kehlani, The Weeknd, Ty Dolla Sign, Camila Cabello und Jhené Aiko mit. Im Mai 2017 stieg es in die US-Charts ein und kam in seiner Heimat Norwegen auf Platz 14. Die Singleauskopplung Trust Nobody mit Selena Gomez und Tory Lanez war in den britischen Charts ein kleiner Hit und wurde in den USA auch ohne Platzierung mit einer Goldenen Schallplatte ausgezeichnet. Weitere Songs bekamen international Aufmerksamkeit. 2018 schloss er noch den Dance-Hit Miss You mit Major Lazer und Tory Lanez an.
Nach den vielen Kooperationen veröffentlichte Cashmere Cat 2019 das Album Princess Catgirl ausschließlich mit eigenen Solostücken mit Benny Blanco als Co-Produzent.

## Diskografie
Alben
- Mirror Maru (EP, 2012)
- Wedding Bells (EP, 2013)
- 9 (2017)
- Princess Catgirl (2019)

Lieder
- Aurora (2013)
- With Me (2013)
- Party Girls (Ludacris featuring Wiz Khalifa, Jeremih and Cashmere Cat, 2014)
- Ice Rink (featuring DJ Mustard, 2015)
- Adore (featuring Ariana Grande, 2015)
- Wild Love (featuring the Weeknd & Francis and the Lights, 2016)
- Trust Nobody (featuring Selena Gomez & Tory Lanez, 2016, US: Gold)
- Love Incredible (featuring Camila Cabello, 2017)
- 9 (After Coachella) (featuring MØ & Sophie, 2017)
- Quit (featuring Ariana Grande, 2017, US: Gold)
- Miss You (mit Major Lazer & Tory Lanez, 2018)
- Emotions (2019)
- For Your Eyes Only (2019)

## Auszeichnungen für Musikverkäufe
| Goldene Schallplatte - Brasilien - 2024: für die Single Miss You - 2024: für die Single Quit - Neuseeland - 2018: für die Single Trust Nobody |

| Land/RegionAuszeichnungen für Musikverkäufe (Land/Region, Auszeichnungen, Verkäufe, Quellen) | Gold     | Platin | Verkäufe  | Quellen             |
| -------------------------------------------------------------------------------------------- | -------- | ------ | --------- | ------------------- |
| Brasilien (PMB)                                                                              | 2× Gold2 | —      | 40.000    | pro-musicabr.org.br |
| Neuseeland (RMNZ)                                                                            | Gold1    | —      | 15.000    | radioscope.co.nz    |
| Vereinigte Staaten (RIAA)                                                                    | 2× Gold2 | —      | 1.000.000 | riaa.com            |
| Insgesamt                                                                                    | 5× Gold5 | —      |           |                     |